# サンオリーブシー
サンオリーブシーはかつて内海フェリーが運航していた超細長双胴船SSTH（Super Slender Twin Hull）型高速船。

## 概要
石川島播磨重工と東京大学の共同研究開発による高速旅客船の実験船「とらいでんと」として竣工。これを深日海運が取得して、1991年に洲本港（兵庫県洲本市）と深日港（大阪府泉南郡岬町）間の定期航路に就航。1992年にはシップ・オブ・ザ・イヤーを受賞。その後、数回の所有者の変更を経て、内海フェリーの所有するところとなり、2003年6月1日にサンオリーブシーの船名で現在の航路に就航した。2017年9月より運休している。その後フェリーも運休。

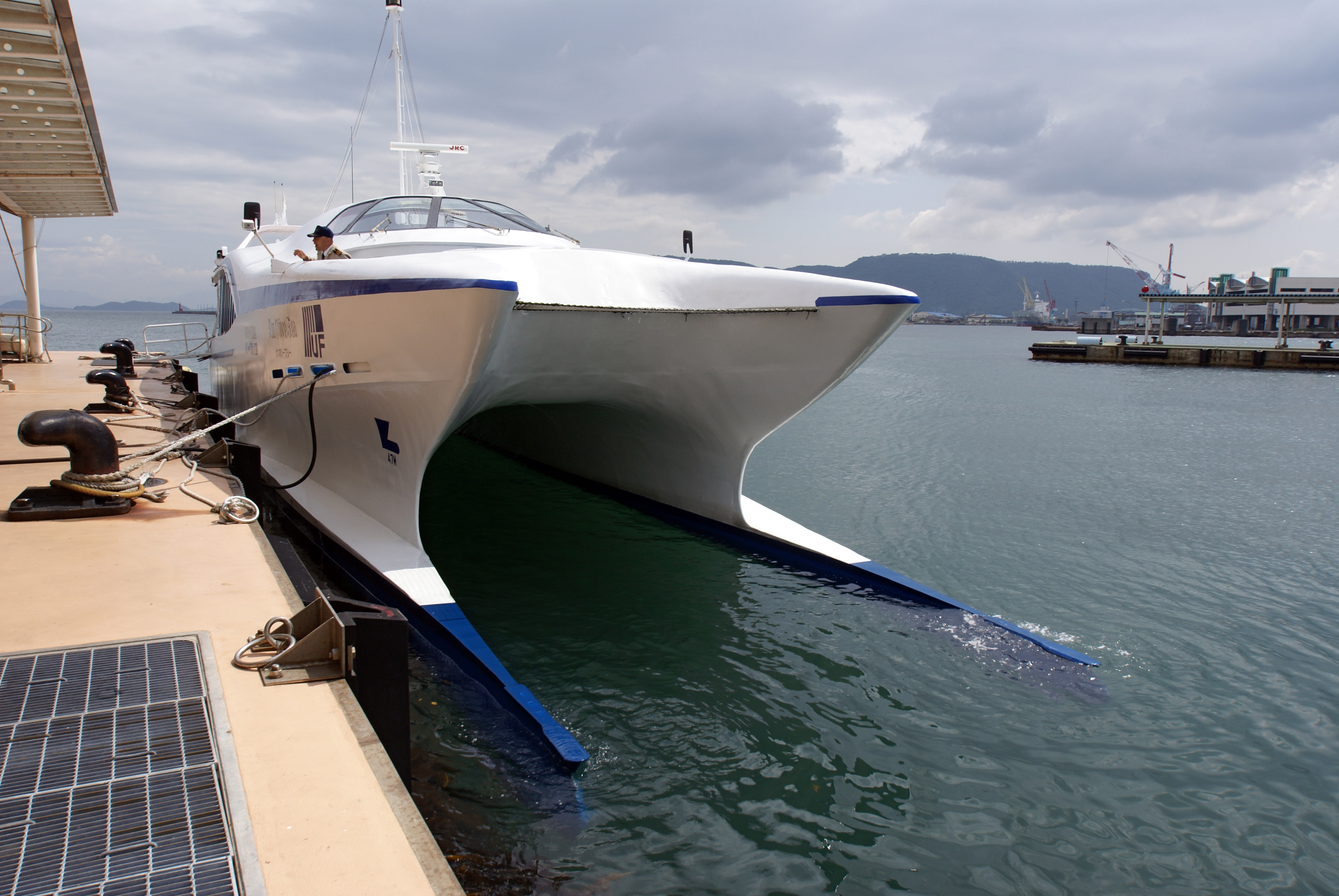
接岸中、正面（高松港）
（2007年5月2日）

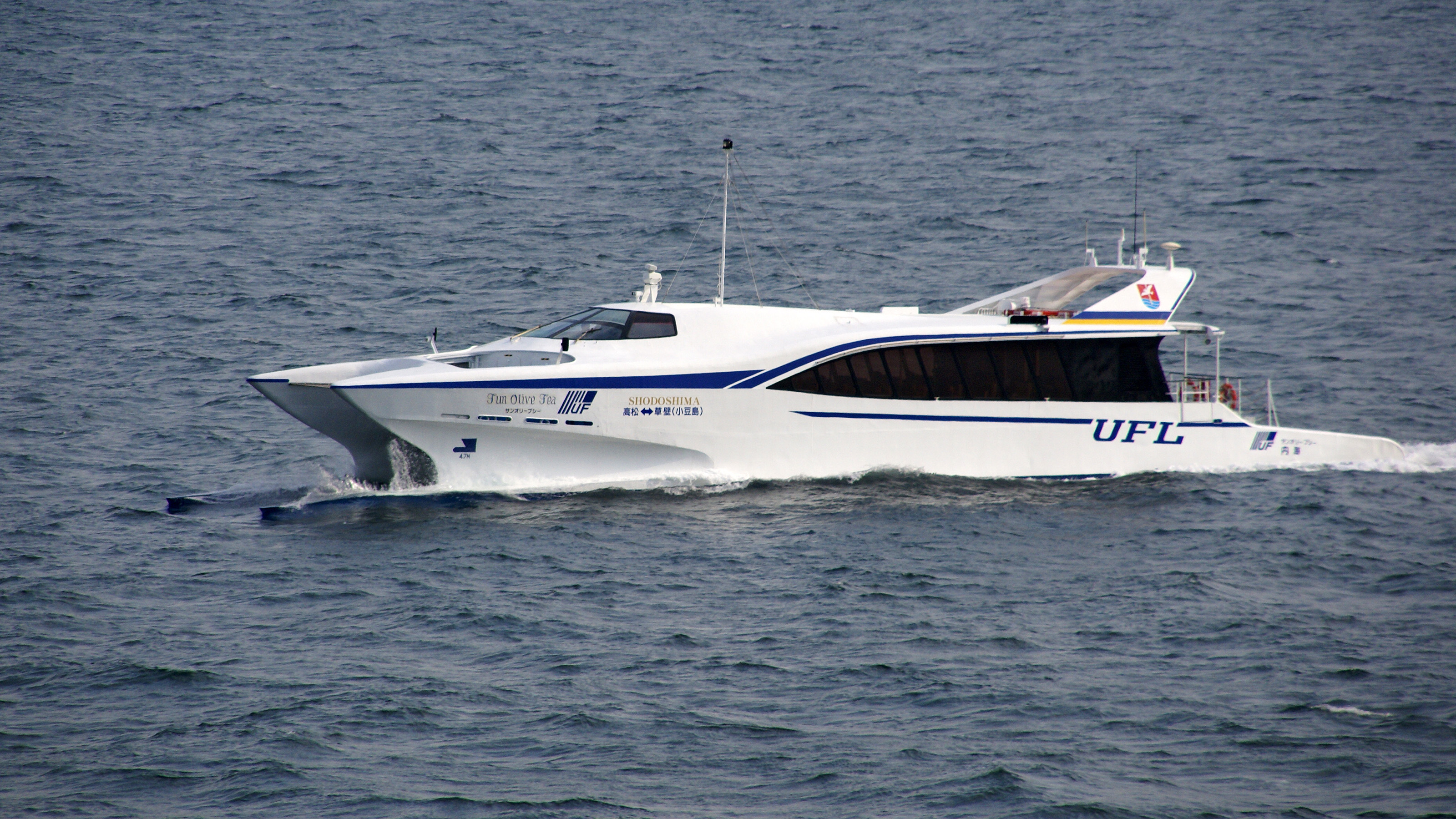
航行中、側面（高松港内）
（2007年4月26日）

### 就航航路
深日海運
- 深日港 - 洲本港

内海フェリー
- 高松港（サンポート高松） - 小豆島・草壁港

1日5往復、航海時間45分。同航路にはフェリーブルーラインが同じく1日5往復就航している。本船のドック期間中、高速船は運休となる。